# Леонард Нітц
Леонард Нітц (англ. Leonard Nitz, 30 вересня 1956) — американський велогонщик.
Срібний призер Олімпійських Ігор 1984 року в командній гонці переслідування, бронзовий призер 1984 року в індивідуальній гонці переслідування, учасник 1976 року.
Бронзовий призер Панамериканських ігор 1987 року в роздільній гонці.